# 松永佳子
松永 佳子 （まつなが よしこ、1977年8月2日 - ）は、日本の写真家。大阪府生まれ。スタジオ「Atelier Chloe」オーナー。

## 来歴
高校生の頃から独学で写真を撮り続ける。20歳の頃から芸能プロダクションやレコード会社のスタッフとして働く。
2006年、本格的に写真活動を始めるにあたりCHLOE PHOTOGRAPHICA!を設立。2008年、東京写真学園プロカメラマンコース本科卒業。
現在はフリーランスのフォトグラファーとして、人物撮影を中心に活動している。ほか、レタッチ、グラフィックデザイン、ディレクションなども手がける。